# Karel Zikmund Dubský z Třebomyslic
Karel Zikmund Dubský z Třebomyslic (1681 Stošíkovice na Louce – 4. března 1744 Valašské Meziříčí) byl moravský šlechtic, pocházející z rytířské větve rodu Dubských z Třebomyslic a poručík (lajtnant) portášského sboru v letech 1735–1741. Byl jediným šlechticem, který kdy funkci portášského velitele vykonával.

## Život
Narodil se ve Stošíkovicích na Louce, kde jeho rodiče obývali manský dvůr louckého kláštera. Ačkoliv byl jeho otec Karel Rudolf Dubský z Třebomyslic příslušníkem šlechtického stavu, rodina žila v nuzných podmínkách (když roku 1721 Karel Rudolf i jeho manželka Marie Kateřina Vogtová zemřeli, zanechali po sobě krom domu ve Znojmě jenom několik kusů nábytku, dva obrazy a turecký koberec).
Studoval na jezuitském gymnáziu ve Znojmě, ale studia pro svou konfliktní povahu nedokončil. Od roku 1718 pobýval v Praze u svého příbuzného Ferdinanda Leopolda Dubského z Třebomyslic, který zastával hodnost velkopřevora maltézského řádu. Po jeho smrti vstoupil do císařské armády, kde od roku 1727 působil jako poručík v pluku hraběte de Martiqui.
Roku 1735 odešel dosavadní portášský velitel Jan Josef Schaaden na odpočinek. Kromě Karla Zikmunda projevil o uvolněné lajtnantské místo zájem i jistý Gottfried Mayerbach, jenž ale neuspěl a novým portášským poručíkem se stal právě Karel Zikmund. Sboru velel z Fryštáku a funkci opustil kolem roku 1740 nebo 1741. Nahrazen byl Jiřím Mikuláštíkem, fojtem z Jasenné u Vizovic.
Karel Zikmund Dubský z Třebomyslic zemřel svobodný a bezdětný 4. března 1744 ve Valašském Meziříčí. Pohřben byl v kryptě meziříčského farního kostela Nanebevzetí Panny Marie.